# Centro direzionale della Cassa di Risparmio di Firenze
Il Centro direzionale della Cassa di Risparmio di Firenze si trova a Firenze tra via di Novoli e via della Torre degli Agli. Si tratta di un ampio progetto architettonico sorto nell'area ex-Fiat.

## Storia e descrizione
Nel 2003 la direzione della Cassa di Risparmio di Firenze, desiderosa di ottenere una sede direzionale più ampia e confacente, nonché per assecondare un progetto di decongestionamento del centro storico di Firenze promosso dall'amministrazione comunale, decise di abbandonare la sede di via Bufalini per realizzare un nuovo complesso nell'area resasi disponibile a Novoli, accanto al palazzo di Giustizia in costruzione. 
In quell'anno venne bandito un concorso internazionale, al cui appello risposero sette progetti di altrettanti studi italiani e stranieri, tra cui venne scelto quello di Giorgio Grassi, per la purezza di concezione che, più degli altri, potesse ricordare le geometrie tipiche dell'architettura rinascimentale fiorentina, in particolare quelle legate agli scritti di Leon Battista Alberti. Venne così ad essere creato uno spazio composto da più edifici satellite organizzati attorno a un giardino quadrangolare e collegati da ponti di collegamento che richiamano la filosofia del Corridoio vasariano. Lo spazio verde venne progettato da Mariachiara Pozzana con il contributo di Grassi. Nel complesso è stato ricavato anche un auditorium, intitolato allo storico fondatore della banca, Cosimo Ridolfi, con 490 posti a sedere per attività congressuali e culturali.